# 스모쉬
스모쉬(Smosh)는 소년 시절부터의 친구였던 이안 히콕스(Ian Hecox, 1987년 11월 30일 ~ )와 안토니 파디야(Anthony Padilla, 1987년 9월 16일 ~ )로 이루어진 유튜브를 통해 유명해진 코미디 비디오 제작자이다. 스모쉬가 만든 포켓몬 테마 뮤직비디오는 유튜브에서 가장 많이 시청된 비디오였지만, 현재는 저작권 문제로 삭제되어 있다. 그 비디오는 2400만 이상의 조회가 있었다. 2007년 3월 스모쉬는 유튜브에서 처음 개최된 유튜브 비디오 어워즈에서〈Smosh Short 2: Stranded〉가 2006년 최고의 코미디상을 수상했다. 그들은 그들만의 독특한 영상으로 주목을 받고 있다.

## 스모쉬 채널 모음

### 스모쉬 2채널
2nd Channel 의 채널 - 유튜브 

스모쉬 영상을 만들 때의 NG나 비하인드 스토리, 기타 잡다한 일상 등의 영상이 올라온다.

### El스모쉬
ElSmosh의 채널 - 유튜브 

영어로 된 스모쉬의 시리즈들을 스페인어로 더빙한 영상들이다.

### 스모쉬 게임즈
SmoshGames의 채널 - 유튜브 

안토니, 이안 외 4명이 게임을 플레이하는 영상을 올린다.

### Shut Up Cartoons
ShutUpCartoons의 채널 - 유튜브 

스모쉬와 Barry Blumberg가 만든 채널로, 스모쉬를 애니메이션으로 볼 수 있다.

### 스모쉬 France
스모쉬의 시리즈들을 프랑스어로 더빙한 영상들이다.

## 이벤트

### FOOD BATTLE
매년 말 스모쉬(오리지널 채널)로 올라오는 영상들로, 일종의 파티이다. 이안은 매번 핑크색 도너츠를, 안토니는 매해 초 공식사이트 스모쉬닷컴에서 네티즌들이 추천한 음식으로 싸우거나, 여러 가지 스포츠를 하는 등 음식 대결을 펼친다.

#### 역대 FOOD BATTLE
| 승자 : 안토니 승 이안 승 무승부 |

|  | 년도     | 안토니의 음식   | 이안의 음식   | 승패의 이유(사인) |  |
|  | -------- | --------------- | ------------- | --- |  |
|  | 2006     | 타키토          | 핑크색 도너츠 | '튜브 대결'에서 안토니 익사 |  |
|  | 2007     | 샐러리          | 핑크색 도너츠 | '운전 대결'에서 이안이 도넛을 운전대로 쓰다 사망 |  |
|  | 2008     | 츄러스          | 핑크색 도너츠 | '검도 대결' 중 안토니가 츄러스로 자신의 배를 찔러 사망                                                                                               |  |
|  | 2009     | 부리토          | 핑크색 도너츠 | '먹기 대결'에서 이안이 몰래 브리토에 독을 넣으면서 안토니 사망                                                                                       |  |
|  | 2010     | 고추            | 핑크색 도너츠 | '순간이동 대결'에서 이안이 물 속에 헤어드라이기를 넣은 양동이에 이안이 발을 넣자 이안 감전사                                                         |  |
|  | 2011     | 무지개 막대사탕 | 핑크색 도너츠 | 안토니가 이안을 활로 살해했으나, 심판까지 같이 사망해 승패가 나오지 않았다.                                                                          |  |
|  | 2012     | 에그롤          | 핑크색 도너츠 | 서로의 뇌가 뒤바뀐 채, 안토니의 몸을 가진 이안이 사망하였다.                                                                                         |  |
|  | 2013     | 거대 젤리 뱀    | 핑크색 도너츠 | 이안이 자살하려고 했던 칼이 천장 위에 박혔고, 그 칼이 안토니의 머리 위로 떨어지면서 안토니 사망                                                      |  |
|  | 2014     | Rock Candy      | 핑크색 도너츠 | 이안이 안토니를 독살하려고 했으나, 안토니가 죽고 나서 자신도 독 범벅이 되어 둘다 사망하면서 무승부가 되었다. (심판은 자신이 이겼다고 판정을 내렸다.) |  |
|  | 2015 (X) | 초콜릿 바나나   | 핑크색 도너츠 | 건강 스무디 대결 도중, 왁스 바닥에 미끄러져 이안이 뒤로 넘어졌고, 넘어지는 도중 던져진 도넛이 이안의 입속으로 들어가 질식사                          |  |
|  | 2016     | 핑크색 도너츠   | 핑크색 도너츠 | 자신들이 어른이 되었고 계속해서 이 일을 해야 하는지 이야기 하고 서로 음식을 놓고 심판과 같이 떠나면서 무승부가 된다.                                 |  |

## 2006 유튜브 어워드(YouTube Award) 수상
- 2013 소셜 스타 어워드 (Social Star Awards) - 미국 소셜미디어 스타 부분 수상
- 4th Streamy Awards - 최고의 게임 채널, 쇼, 또는 시리즈 수상
- Seventh Annual Shorty Awards - A&E가 제시한 올해의 유튜브 스타